# Jo Hartley

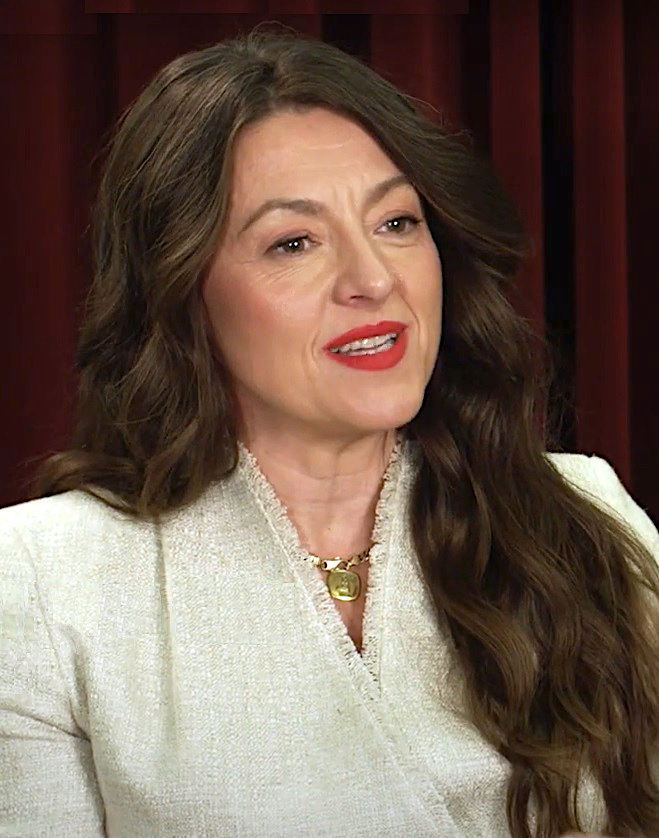
Jo Hartley im Jahr 2021

Joanne Victoria „Jo“ Hartley (* 12. März 1972 in Oldham, Lancashire) ist eine britische Schauspielerin.

## Karriere
Hartley gab 2004 ihr Schauspieldebüt im Thriller-Drama Blutrache – Dead Man’s Shoes, in dem sie neben Paddy Considine und Toby Kebbell die Rolle der Marie verkörperte. Im Drama This Is England (2006) agierte sie neben Stephen Graham, Frank Harper und Vicky McClure in der Rolle der Cynth. Im Historienfilm Young Victoria (2009) bekleidete sie neben Emily Blunt und Rupert Friend eine Nebenrolle.

## Filmografie (Auswahl)
- 2004: Blutrache – Dead Man’s Shoes (Dead Man’s Shoes)
- 2006: This Is England
- 2007: Recovery (Fernsehfilm)
- 2009: Young Victoria (The Young Victoria)
- 2009: Crying with Laughter
- 2009: Casualty 1909 (Fernsehserie, 2 Folgen)
- 2010: Pulse (Fernsehfilm)
- 2010: SoulBoy
- 2010: This Is England '86 (Fernsehserie, 4 Folgen)
- 2010: Moving On (Fernsehserie, eine Folge)
- 2011: Waterloo Road (Fernsehserie, eine Folge)
- 2011: Stolen (Fernsehfilm)
- 2011: Inbred
- 2011: The Jury II (Fernsehserie, 5 Folgen)
- 2011: This Is England '88 (Fernsehserie, 3 Folgen)
- 2012: Up There
- 2012: When the Lights Went Out
- 2012: Ill Manors
- 2012: Coming Up (Fernsehserie, eine Folge)
- 2016: Eddie the Eagle – Alles ist möglich (Eddie the Eagle)
- 2016: Vera – Ein ganz spezieller Fall (Vera, Fernsehserie, Folge 6x02)
- 2016: Prevenge
- 2017: Access All Areas
- 2018: Slaughterhouse Rulez
- 2018: Torvill & Dean (Fernsehfilm)
- 2018: Bliss (Fernsehserie, 7 Folgen)
- 2019–2022: After Life (Fernsehserie, 15 Folgen)
- 2021: Sweetheart
- 2022: Swede Caroline
- 2022: Das Boot (Fernsehserie, 4 Folgen)
- 2023: Death in Paradise (Fernsehserie, Folge 12x02)
- 2023: Bank of Dave
- 2025: Adolescence (Miniserie, Folge 1x02)
- 2025: Silent Witness (Miniserie, 2 Folgen)